# Wilson de Souza Mendonça
Wilson de Souza Mendonça (Recife, 18 giugno 1964) è un ex arbitro di calcio brasiliano, internazionale dal 1994 al 2007.

## Carriera
Attivo a livello statale dal 1993, dallo stesso anno ha diretto in Série A. È stato affiliato sia alla CBF che alla Federazione Pernambucana. Ha poi diretto la finale della Coppa del Brasile 1997, nonché quelle del 2002, 2004 e 2005. Tra i suoi risultati più rilevanti negli incontri internazionali si annoverano la presenza in nove edizioni della Copa Libertadores e la direzione della finale di Coppa Mercosur 1999. Ha partecipato alle qualificazioni al campionato mondiale di calcio 1998, 2002 e 2006 per la CONMEBOL, arbitrando nove partite. Tra le presenze nelle competizioni per squadre nazionali vi sono quella al Campionato sudamericano di calcio Under-20 1997, alla CONCACAF Gold Cup 1998, alla Copa América 1999, al Campionato sudamericano di calcio Under-20 2003 e al campionato del mondo Under-20 2003.